# NGC 3035
NGC 3035 في الفهرس العام الجديد، هي مجرة، تقع في كوكبة السدس. اكتشفت في 5 مارس 1880 بواسطة إدوارد ستيفان.

## روابط خارجية
- NGC 3035 على موقع ويكي سكاي: DSS2, SDSS, GALEX, IRAS, Hydrogen α, X-Ray, Astrophoto, Sky Map, Articles and images